# Cratere Abika
Abika  è un cratere sulla superficie di Venere.